# 茶学
茶学是研究茶树、茶叶、茶饮和茶文化的学科，主要的研究对象包括：茶树的栽培、育种，茶叶的生产、加工、检验、经营管理、贸易，茶叶的饮用方法、饮用器具，和茶叶相关的民俗、历史、文化方面的研究，是跨學科領域。

## 学科分支
| - 茶树生理学 - 茶树生态学 - 茶叶生物化学 - 茶树栽培 - 茶树育种 - 茶用香花栽培 - 茶树病虫害 - 茶树起源 | - 茶叶审评 - 茶叶检验 - 茶叶加工 - 茶叶机械 - 茶叶包装 - 茶叶贮运 - 茶叶经营管理 - 茶叶贸易 | - 茶饮方法 - 茶具 - 茶文化 - 茶儀式 |

## 国际性茶叶组织
- 联合国粮农组织茶叶协商小组
- 国际茶叶委员会
- 欧洲茶叶委员会